# La Hague
Pour le centre de traitement du combustible nucléaire usé, voir Usine de retraitement de la Hague.
Pour les articles homonymes, voir Hague.
Ne doit pas être confondu avec Lahage.
La Hague est, depuis le 1er janvier 2017, une commune nouvelle française, située dans le département de la Manche en Normandie et peuplée de 11 444 habitants. Depuis le 1er janvier 2017, elle est la commune la plus étendue du département de la Manche avec ses 148,68 km2.

## Géographie

### Localisation
La commune occupe le territoire de la pointe de la Hague.
Un des points géodésiques du réseau géodésique français se trouve dans la commune déléguée de Flottemanville-Hague. Il constitue même l'un des vingt-trois points du Réseau de référence français.

### Communes limitrophes
|        | Manche                                             |                       |
| Manche | La Hague                                           | Cherbourg-en-Cotentin |
|        | Nouainville Sideville Teurthéville-Hague Héauville |                       |

### Géologie
Compte tenu du patrimoine géologique exceptionnel, la commune est candidate au statut de géoparc, labellisé par l'Unesco. Tous ne sont pas d'avis que géoparc mondial et installations nucléaires (usine de traitement de la Hague, centre de stockage de la Manche, et dans les tout proches environs centrale nucléaire de Flamanville et port militaire de Cherbourg) font bon ménage.

### Hydrographie
La commune est située dans le bassin Seine-Normandie. Elle est drainée par le Grand Douet, la Biale, les Castelets, la Neretz, le ruisseau de Houlbecq, le ruisseau Lucas, le Vaublet, le Caudar, le Caudet, le cours d'eau 01 de la commune d'Auderville, le cours d'eau 01 de la commune de Saint-Germain-des-Vaux, le cours d'eau 01 de la commune de Vauville, le cours d'eau 01 de la commune d'Omonville-la-Petite, le cours d'eau 01 de la Fontaine Orange, le cours d'eau 01 de la Jupinerie, le cours d'eau 01 de l'Étang Paysan, le cours d'eau 01 des Hurettes, le cours d'eau 01 du Hameau Guerrier, le cours d'eau 01 du Hameau-aux-Ducs, le cours d'eau 01 du Pré de Bas, le cours d'eau 04 du Moulin de Beaumont, le cours d'eau 06 de la commune de Jobourg, le cours d'eau 19 de la Vallée, la Digue, l'Écamet, le fossé 01 des Monts Pelés, le fossé 01 des Monts Roteaux, le fossé 01 du Pont de Néretz, le fossé 02 de la commune de Biville, le fossé 03 de la commune de Querqueville, le Grand Bel, le Hubiland, l'Islet, la rivière du Moulin, le ruisseau de Bival, le ruisseau de Branval, le ruisseau de Herquemoulin, le ruisseau de la Grande Vallee, le ruisseau de la Vallée Digard, le ruisseau de l'Epine Due, le ruisseau de Mezieres, le ruisseau de Sainte-Hélène, le ruisseau d'Eculleville, le ruisseau des Combes, le ruisseau des Landes, le ruisseau des Moulinets, le ruisseau des Noes, le ruisseau des Vaux, le ruisseau du Castel, le ruisseau du Petit Doue, le ruisseau du Rouland, le ruisseau du Val, le ruisseau du Val Tollé, la Sabine, la Vallace, la Vallee, la Vau Jouan et divers autres petits cours d'eau,.
Le Grand Douet, d'une longueur de 11 km, prend sa source dans la commune  et se jette  dans le golfe de Saint-Malo à Héauville, après avoir traversé deux communes. 

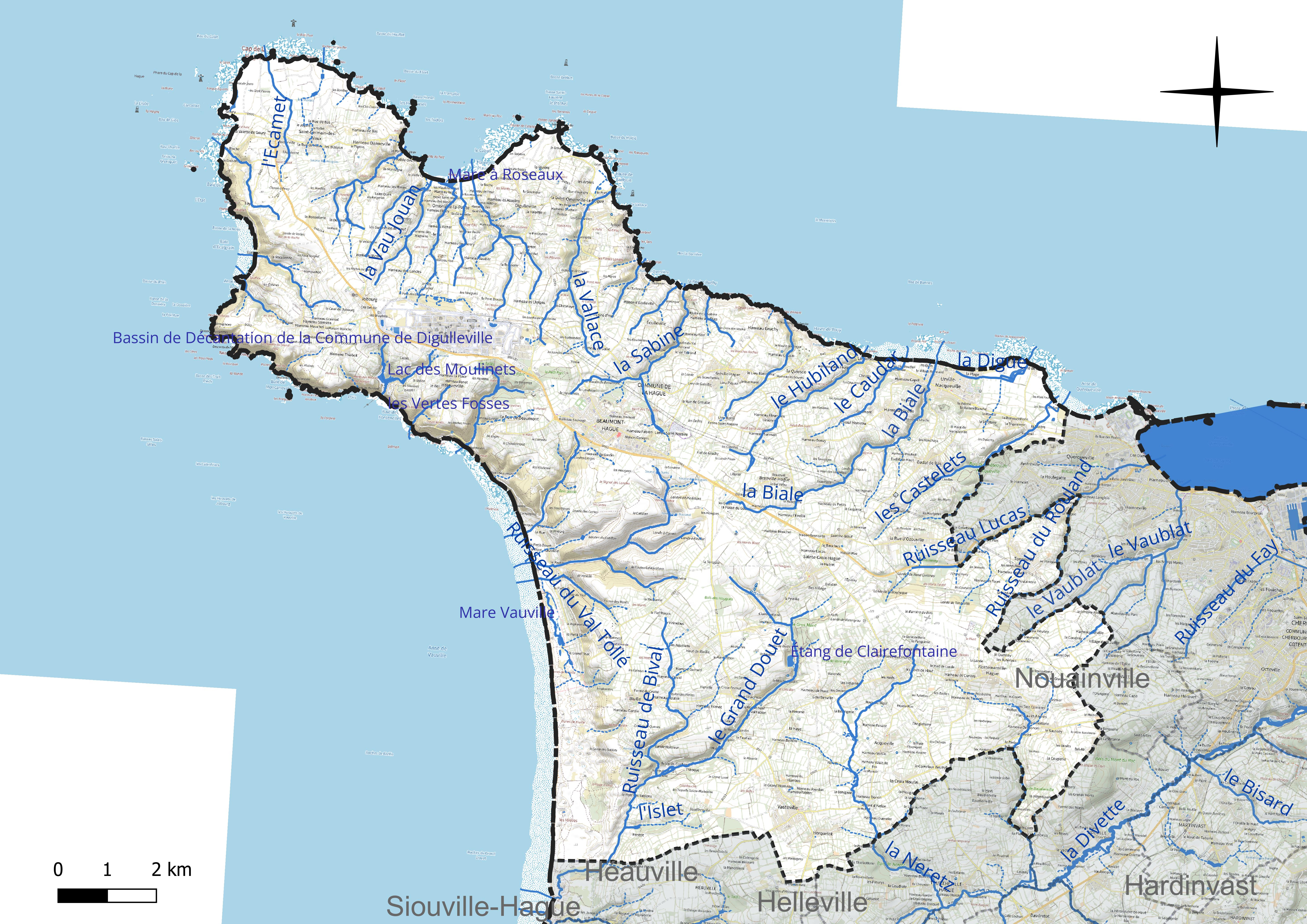
Réseau hydrographique de la Hague.

Six plans d'eau complètent le réseau hydrographique : la mare à Roseaux (2,6 ha), la mare Vauville (9,2 ha), le bassin de décantation de la commune de Digulleville (1 ha), le lac des Moulinets (4,6 ha), les Vertes Fosses (0,1 ha) et l'étang de Clairefontaine (2,7 ha),.

### Climat
Le climat qui caractérise la commune est qualifié, en 2010, de « climat océanique franc », selon la typologie des climats de la France qui compte alors huit grands types de climats en métropole. En 2020, la commune ressort du type « climat océanique » dans la classification établie par Météo-France, qui ne compte désormais, en première approche, que cinq grands types de climats en métropole. Ce type de climat se traduit par des températures douces et une pluviométrie relativement abondante (en liaison avec les perturbations venant de l'Atlantique), répartie tout au long de l'année avec un léger maximum d'octobre à février.
Les paramètres climatiques qui ont permis d'établir la typologie de 2010 comportent six variables pour les températures et huit pour les précipitations, dont les valeurs correspondent à la normale 1971-2000. Les sept principales variables caractérisant la commune sont présentées dans l'encadré ci-après.
Dans la commune déléguée de Jobourg, une pointe à 242 km/h est mesurée lors de la tempête de 1987.
| Paramètres climatiques communaux sur la période 1971-2000 - Moyenne annuelle de température : 10,6 °C - Nombre de jours avec une température inférieure à −5 °C : 0,8 j - Nombre de jours avec une température supérieure à 30 °C : 0 j - Amplitude thermique annuelle : 11 °C - Cumuls annuels de précipitation : 1 013 mm - Nombre de jours de précipitation en janvier : 15,2 j - Nombre de jours de précipitation en juillet : 8,8 j |

Avec le changement climatique, ces variables ont évolué. Une étude réalisée en 2014 par la Direction générale de l'Énergie et du Climat complétée par des études régionales prévoit en effet que la  température moyenne devrait croître et la pluviométrie moyenne baisser, avec toutefois de fortes variations régionales. La station météorologique de Météo-France installée sur la commune et mise en service en 1936 permet de connaître l'évolution des indicateurs météorologiques. Le tableau détaillé pour la période 1981-2010 est présenté ci-après.
La température moyenne annuelle évolue de 11,6 °C pour la période 1971-2000 à 11,9 °C pour 1981-2010, puis à 12,2 °C pour 1991-2020. 
| Mois                                  | jan.            | fév.            | mars            | avril         | mai             | juin            | jui.          | août            | sep.             | oct.           | nov.            | déc.            | année      |
| ------------------------------------- | --------------- | --------------- | --------------- | ------------- | --------------- | --------------- | ------------- | --------------- | ---------------- | -------------- | --------------- | --------------- | ---------- |
| Température minimale moyenne (°C)     | 6,2             | 5,7             | 6,6             | 7,8           | 10,1            | 12,4            | 14,4          | 15,2            | 14,3             | 12,1           | 9,3             | 7,1             | 10,1       |
| Température moyenne (°C)              | 7,8             | 7,5             | 8,6             | 10,1          | 12,4            | 14,9            | 16,8          | 17,5            | 16,5             | 14,1           | 11              | 8,8             | 12,2       |
| Température maximale moyenne (°C)     | 9,4             | 9,2             | 10,5            | 12,4          | 14,8            | 17,3            | 19,3          | 19,8            | 18,6             | 16             | 12,8            | 10,5            | 14,2       |
| Record de froid (°C) date du record   | −9,4 12.01.1987 | −7,8 7-.02.1991 | −3,4 10.03.1946 | 0,1 7-.04.13  | 1,2 3-.05.1979  | 7 4-.06.1984    | 0 22.07.11    | 10 15.08.1994   | −12,9 5-.09.1936 | 0,4 29.10.1997 | −3,8 29.11.1993 | −4 6-.12.1995   | −12,9 1936 |
| Record de chaleur (°C) date du record | 14,8 15.01.1975 | 17 23.02.1990   | 20,8 30.03.17   | 22 21.04.1984 | 25,3 30.05.1996 | 29,2 20.06.1998 | 32,9 20.07.10 | 31,4 2-.08.1990 | 29,8 2-.09.1984  | 28 1-.10.11    | 18,5 3-.11.1994 | 16,2 11.12.1978 | 32,9 2010  |
| Précipitations (mm)                   | 67,9            | 61,8            | 50,9            | 36,2          | 40,5            | 33,8            | 37,9          | 43,9            | 41               | 84,6           | 83              | 81,5            | 663,1      |

## Urbanisme

### Typologie
Au 1er janvier 2024, La Hague est catégorisée commune rurale à habitat dispersé, selon la nouvelle grille communale de densité à sept niveaux définie par l'Insee en 2022.
Elle est située hors unité urbaine. Par ailleurs la commune fait partie de l'aire d'attraction de Cherbourg-en-Cotentin, dont elle est une commune de la couronne,. Cette aire, qui regroupe 77 communes, est catégorisée dans les aires de 50 000 à moins de 200 000 habitants,.
La commune, bordée par la Manche, est également une commune littorale au sens de la loi du 3 janvier 1986, dite loi littoral. Des dispositions spécifiques d'urbanisme s'y appliquent dès lors afin de préserver les espaces naturels, les sites, les paysages et l'équilibre écologique du littoral, tel le principe d'inconstructibilité, en dehors des espaces urbanisés, sur la bande littorale des 100 mètres, ou plus si le plan local d'urbanisme le prévoit.

## Histoire

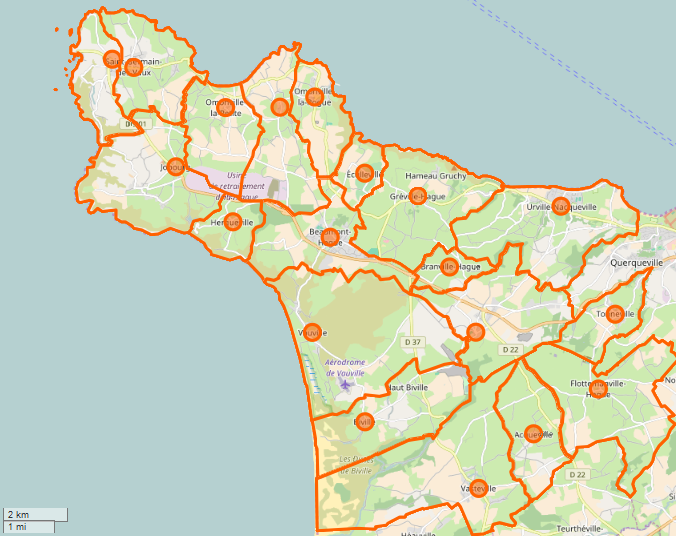
La Hague et ses 19 communes déléguées

La commune est née du regroupement des communes d'Acqueville, Auderville, Beaumont-Hague, Biville, Branville-Hague, Digulleville, Éculleville, Flottemanville-Hague, Gréville-Hague, Herqueville, Jobourg, Omonville-la-Petite, Omonville-la-Rogue, Sainte-Croix-Hague, Saint-Germain-des-Vaux, Tonneville, Urville-Nacqueville, Vasteville et Vauville, qui deviennent des communes déléguées le 1er janvier 2017. Par ailleurs, la commune nouvelle occupe le territoire de l'ancienne communauté de communes de la Hague créée en 2001.

## Politique et administration
| Nom                    | Code Insee | Intercommunalité | Superficie (km2) | Population (dernière pop. légale) | Densité (hab./km2) |
| ---------------------- | ---------- | ---------------- | ---------------- | --------------------------------- | ------------------ |
| Beaumont-Hague (siège) | 50041      | CC de la Hague   | 7,90             | 1 410 (2021)                      | 178                |
| Acqueville             | 50001      | CC de la Hague   | 5,79             | 636 (2021)                        | 110                |
| Auderville             | 50020      | CC de la Hague   | 4,33             | 219 (2021)                        | 51                 |
| Biville                | 50057      | CC de la Hague   | 8,70             | 493 (2021)                        | 57                 |
| Branville-Hague        | 50073      | CC de la Hague   | 2,12             | 171 (2021)                        | 81                 |
| Digulleville           | 50163      | CC de la Hague   | 7,89             | 246 (2021)                        | 31                 |
| Éculleville            | 50171      | CC de la Hague   | 2,33             | 47 (2021)                         | 20                 |
| Flottemanville-Hague   | 50187      | CC de la Hague   | 11,39            | 986 (2021)                        | 87                 |
| Gréville-Hague         | 50220      | CC de la Hague   | 10,03            | 660 (2021)                        | 66                 |
| Herqueville            | 50242      | CC de la Hague   | 2,91             | 145 (2021)                        | 50                 |
| Jobourg                | 50257      | CC de la Hague   | 10,15            | 506 (2021)                        | 50                 |
| Omonville-la-Petite    | 50385      | CC de la Hague   | 6,16             | 123 (2021)                        | 20                 |
| Omonville-la-Rogue     | 50386      | CC de la Hague   | 4,29             | 436 (2021)                        | 102                |
| Saint-Germain-des-Vaux | 50477      | CC de la Hague   | 6,36             | 315 (2021)                        | 50                 |
| Sainte-Croix-Hague     | 50460      | CC de la Hague   | 9,84             | 800 (2021)                        | 81                 |
| Tonneville             | 50600      | CC de la Hague   | 3,84             | 587 (2021)                        | 153                |
| Urville-Nacqueville    | 50460      | CC de la Hague   | 11,58            | 1 958 (2021)                      | 169                |
| Vasteville             | 50620      | CC de la Hague   | 16,72            | 1 158 (2021)                      | 69                 |
| Vauville               | 50623      | CC de la Hague   | 16,35            | 327 (2021)                        | 20                 |

### Liste des maires
| Période        | Période                       | Identité       | Étiquette | Qualité |
| -------------- | ----------------------------- | -------------- | --------- | --- |
| 3 janvier 2017 | 3 juillet 2020                | Yveline Druez  | PS        | Conseillère technique Jeunesse et sports Conseillère départementale de la Hague (2015 → 2021) 3e vice-présidente de la CA du Cotentin (2017 → 2020) Maire d'Urville-Nacqueville (2001 → 2016) |
| 3 juillet 2020 | En cours (au 15 février 2022) | Manuela Mahier | SE-DVG    | Manipulatrice en électroradiologie médicale Première adjointe au maire (2017 → 2020) 3e vice-présidente de la CA du Cotentin (2020 → )                                                        |

Pour la mandature 2020-2026, les maires délégués sont :
- Antoine Digard à Acqueville ;
- Philippe Gasnier à Auderville ;
- Sébastien Lelong à Beaumont-Hague ;
- Philippe Mercier à Biville ;
- Jérôme Belhomme à Branville-Hague ;
- Louis Cranois à Digulleville ;
- Patrick Jourdain à Éculleville ;
- Patrick Lerendu à Flottemanville-Hague ;
- Pauline Bedel à Herqueville ;
- Simon Cervantès à Jobourg ;
- Thérèse Delacour à Omonville-la-Petite ;
- Pascal Monhurel à Omonville-la-Rogue ;
- Antoine Lupo à Saint-Germain-des-Vaux ;
- Jean-Luc Renouf à Sainte-Croix-Hague ;
- Pascale Jumelin à Tonneville ;
- Thérèse Leseigneur-Courval à Urville-Nacqueville ;
- Bruno Letourneur à Vasteville ;
- Éric Pellerin à Vauville.

## Population et société

### Démographie
L'évolution du nombre d'habitants est connue à travers les recensements de la population effectués dans la commune depuis sa création.
En 2022, la commune comptait 11 444 habitants, en évolution de −2,89 % par rapport à 2016 (Manche : −0,31 %, France hors Mayotte : +2,11 %).
| 2016   | 2021   | 2022   |
| ------ | ------ | ------ |
| 11 785 | 11 223 | 11 444 |

## Économie
- Usine de retraitement de la Hague

## Culture locale et patrimoine

### Patrimoine naturel
- La cascade de la Brasserie issue du ruisseau de Sainte-Hélène qui alimente en eau le hameau de la Brasserie situé au sud de la commune.
- La baie de Quervière avec la pointe du Cormoran.
- La réserve naturelle de la mare de Vauville.
- Le rocher du Castel Vendon, peint par Jean-François Millet, à Gréville-Hague.

### Patrimoine religieux
- L'église Notre-Dame d'Acqueville qui date des XVIe et XVIIe siècles avec son clocher en bâtière.
- L'église Saint-Gilles d'Auderville abritant plusieurs œuvres, dont des fonts baptismaux et des bas-reliefs, classées à titre d'objets aux Monuments historiques[84].
- L'église Notre-Dame de Beaumont-Hague : nef et chœur du XVe siècle, agrandis au XVIIIe siècle (allongement de la nef, clocher-porche). Gisant d'un seigneur de Beaumont.
- L'église Saint-Pierre de Biville : chœur (XIIIe siècle) et clocher (1632) construits autour du tombeau du bienheureux Thomas Hélye, originaire de la paroisse, maître d'école à Cherbourg, prêtre et missionnaire, mort en odeur de sainteté le 19 octobre 1257 et béatifié par le pape Pie IX le 14 juillet 1859. Le porche ancien (XVIIe siècle), conservé et classé Monuments historiques depuis le 12 septembre 1922[85], fut remonté à l'extrémité occidentale de la nouvelle nef. Hormis le porche classé, l'édifice est inscrit depuis le 21 décembre 1994[85] et abrite quelques œuvres classées à titres d'objets dont sept bas-reliefs[86].
- L'église Notre-Dame de Branville-Hague, dotée d'un clocher-mur, date de 1793.
- L'église Saint-Paterne de Digulleville : édifice roman du XIIIe siècle, elle a longtemps caché derrière ses plâtres un retable en trompe-l'œil (ou « retable des pauvres »), peint en 1785, redécouvert au hasard d'une restauration deux siècles plus tard. À l'époque, les finances ne permettaient pas de vrais marbres et sculptures que l'on a donc peints à même le mur. Vers 1830, on cache les peintures avec un vrai retable en bois, puis en marbre. Il a été restauré en 1985.
- L'église Saint-Martin d'Éculleville (XVe siècle, très rénovée) abrite un bas-relief du XVe (la Charité de saint Martin) classé à titre d'objet aux Monuments historiques[87].
- La Croix du calvaire d'Herville (XVIIIe siècle) en calcaire, représente des scènes de l'Écriture gravées au couteau au XIXe siècle.
- L'église Saint-Pierre de Flottemanville.
- L'église Notre-Dame de Jobourg.
- L'église Sainte-Colombe de Gréville-Hague.
- L'église Saint-Jean-Baptiste d'Omonville-la-Rogue.
- L'église Saint-Germain de Saint-Germain-des-Vaux.
- Le prieuré de Vauville.

### Patrimoine maritime
- phare de Goury.

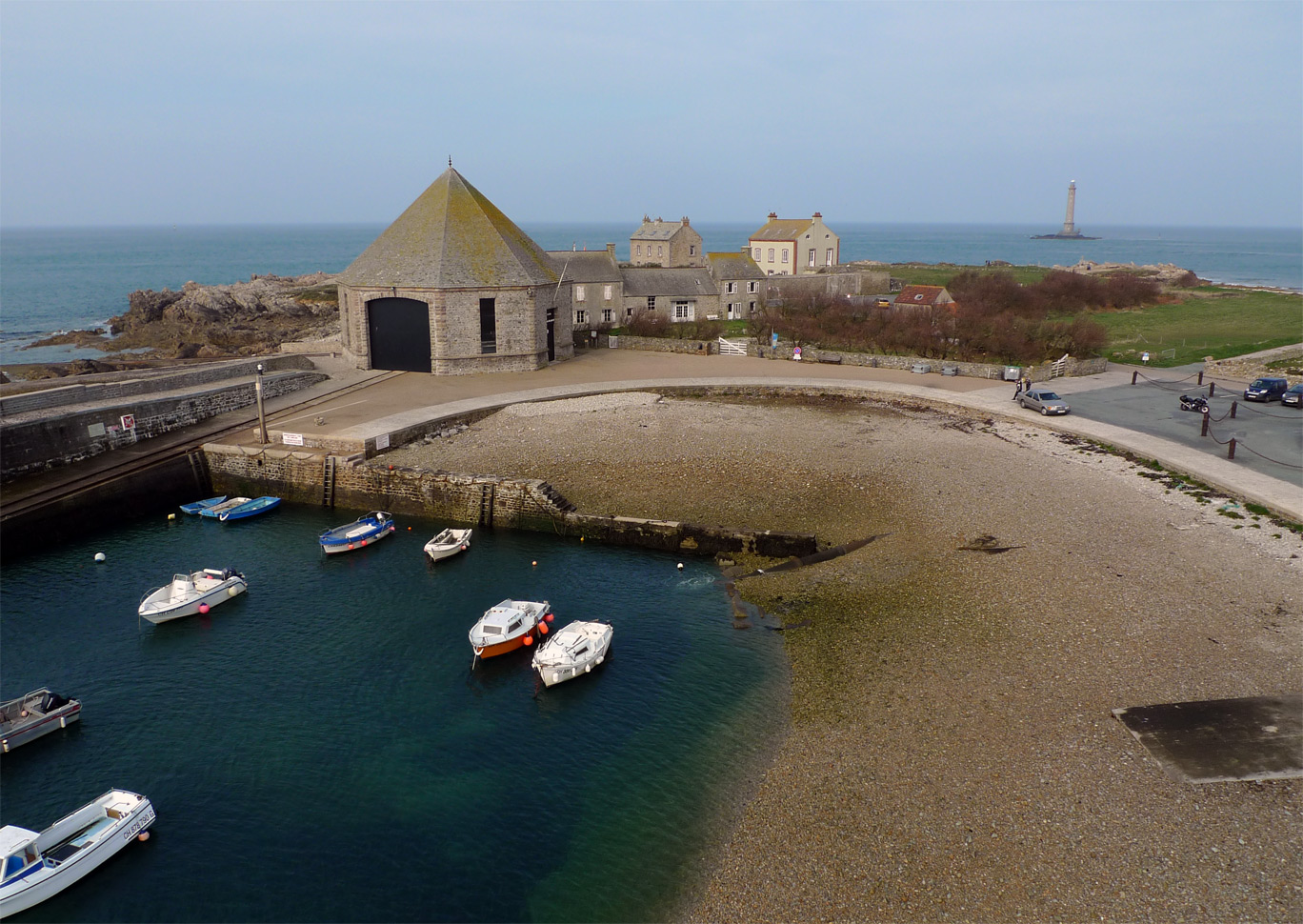
Le port de Goury et la station SNSM, avec une des deux rampes de mise à l'eau.

- Station de sauvetage de la SNSM à Goury, depuis 1870.
- Sémaphore de Jardeheu, sur la pointe du même nom, datant de 1860. Racheté par la commune, il a été aménagé en gîte.

### Patrimoine civil
- Château de Beaumont, bâti en 1597, en partie détruit en 1944, restauré depuis.
- Manoir de la Madeleine (fin XVIe), inscrit aux monuments historiques[88].
- Manoir de la Grand'Cour au hameau Gardin, escalier intérieur de style Louis XIII.
- Manoir du Tourp[89],[90], ferme-manoir bâtie au XVe siècle, aménagée en espace muséal consacré à la Hague et au Cotentin.
- Ferme du Croisé près du bourg de Biville (XIIe siècle).
- Château de Branville (XVIIe et XIXe siècles).
- La Maison d'Éculleville (1707), demeure seigneuriale.
- La maison natale de Jean-François Millet à Gréville-Hague.
- La maison Prévert à Omonville-la-Petite.

### Autres éléments remarquables
- Le Hague-Dick, ouvrage fortifié barrant la pointe de la Hague, inscrit au titre des monuments historiques le 10 mai 1988[91].
- Tunnel du hameau de Laye à Auderville, fortification allemande permettant d'accéder à deux batteries sur les falaises par une galerie principale de 300 mètres, à laquelle se raccrochent trois galeries secondaires aujourd'hui fermées au public.
- Le planétarium Ludiver, ouvert au public depuis 2000.